# David Moss (Eishockeyspieler)
David Moss (* 28. Dezember 1981 in Livonia, Michigan) ist ein ehemaliger US-amerikanischer Eishockeyspieler, der im Verlauf seiner aktiven Karriere zwischen 2000 und 2016 unter anderem 518 Spiele für die Calgary Flames und Phoenix bzw. Arizona Coyotes in der National Hockey League auf der Position des rechten Flügelstürmers bestritten hat. Seinen größten Karriereerfolg feierte Moss im Trikot der Nationalmannschaft der Vereinigten Staaten mit dem Gewinn der Bronzemedaille bei der Weltmeisterschaft 2013. Moss’ Cousin Phil Kessel ist ebenfalls professioneller Eishockeyspieler.

## Karriere
Der 1,91 m große Flügelstürmer begann seine Karriere in verschiedenen US-Juniorenligen und wechselte dann zur University of Michigan in die Central Collegiate Hockey Association, eine Liga im Spielbetrieb der National Collegiate Athletic Association. Beim NHL Entry Draft 2001 wurde der Rechtsschütze schließlich als 220. in der siebten Runde von den Flames ausgewählt (gedraftet).
Von den Calgary Flames wurde Moss zunächst beim Farmteam Omaha Ak-Sar-Ben Knights in der American Hockey League eingesetzt, seit Dezember 2006 gehört der Angreifer jedoch zum Stammkader des Franchises aus Alberta. In jedem seiner drei ersten NHL-Spiele erzielte Moss dabei ein Tor. Am 1. Juli 2012 unterzeichnete Moss als Free Agent einen Zweijahresvertrag bei den Phoenix Coyotes. Dieser wurde nach Ablauf um ein Jahr verlängert; jedoch erhielt er nach der Saison 2014/15 keinen neuen Kontrakt mehr.
Erst im Dezember 2015 fand Moss im EHC Biel aus der Schweizer National League A einen neuen Arbeitgeber. In Biel unterzeichnete der Kanadier einen Vertrag bis zum Ende der Saison 2015/16. Im Oktober 2016 gab er im Alter von 34 Jahren das Ende seiner Spielerkarriere bekannt.

### International
Moss nahm mit der US-amerikanischen Nationalmannschaft an der Weltmeisterschaft 2010 teil. In sechs WM-Spielen erzielte der Angreifer ein Tor und zwei Assists. Bei der Weltmeisterschaft 2013 in Stockholm und Helsinki gehörte Moss erneut der US-Nationalmannschaft an und gewann mit dieser die Bronzemedaille.

## Erfolge und Auszeichnungen
- 2002 Mason-Cup-Gewinn mit der University of Michigan
- 2003 Mason-Cup-Gewinn mit der University of Michigan
- 2005 Mason-Cup-Gewinn mit der University of Michigan

### International
- 2013 Bronzemedaille bei der Weltmeisterschaft

## Karrierestatistik

### International
Vertrat die USA bei:
- Weltmeisterschaft 2010
- Weltmeisterschaft 2013

(Legende zur Spielerstatistik: Sp oder GP = absolvierte Spiele; T oder G = erzielte Tore; V oder A = erzielte Assists; Pkt oder Pts = erzielte Scorerpunkte; SM oder PIM = erhaltene Strafminuten; +/− = Plus/Minus-Bilanz; PP = erzielte Überzahltore; SH = erzielte Unterzahltore; GW = erzielte Siegtore; 1 Play-downs/Relegation; Kursiv: Statistik nicht vollständig)